# تصوير الطبيعة الصامتة

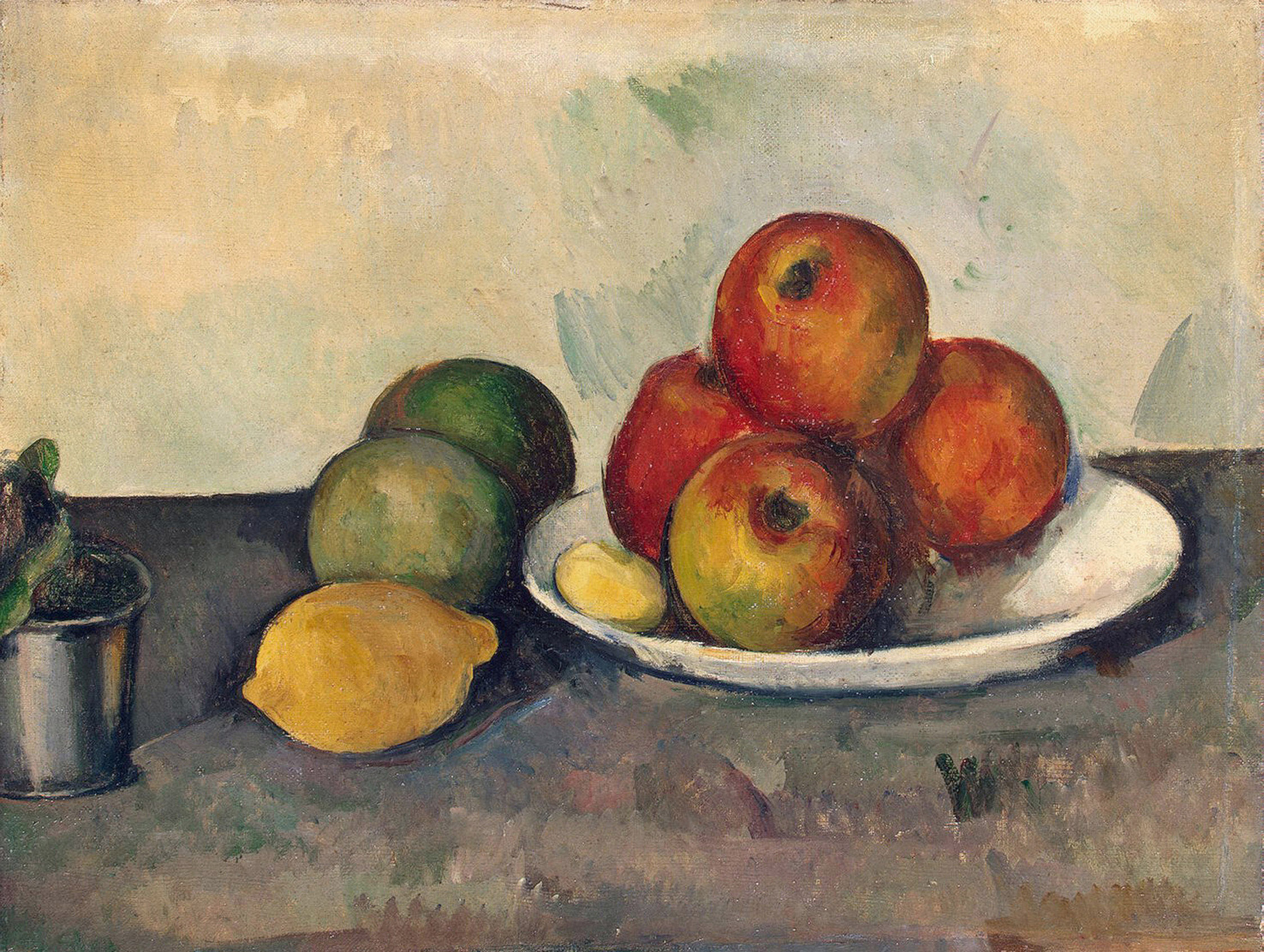
طبيعة صامتة، 1890 م

التصوير الفوتوغرافي للطبيعة الصامتة (بالإنجليزية:  Still life photography)‏، هو تصوير أي من الجمادات أو النباتات في غير بيئتها الطبيعية، وكل ماهو غير حي في وضع الثبات داخل الأستوديو في ظروف تم التحكم بها مسبقاً بغية الوصول لصيغة فنية معينة وتوصيل أفكار معينة من خلال الصورة الفوتوغرافية. تختلف الحياة الصامتة في تكوينها الفني عن الطبيعة الحية، ويستخدم هذا النوع بكثرة لتصوير الإعلانات لأنها تحتاج إلى الوقت الكافي والدقة والعناية في اختيار العناصر. وقديماً استخدم المصريون القدماء هذا النوع من التصوير لتزيين جدران المعابد.